# David Dunlop (Segler)
David Dunlop (* 22. Dezember 1859 in Rhu; † 3. September 1931 in Prestwick) war ein britischer Segler aus Schottland.

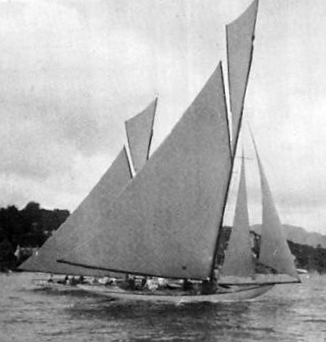
Hera und Mouchette während der olympischen Regatta 1908

## Erfolge
David Dunlop, der beim Royal Clyde Yacht Club segelte, wurde 1908 in London bei den Olympischen Spielen in der 12-Meter-Klasse Olympiasieger. Bei der auf dem Firth of Clyde in Schottland ausgetragenen Regatta traten lediglich die beiden britischen Boote Hera und Mouchette in zwei Wettfahrten gegeneinander an. Die Hera, zu deren Crew Dunlop gehörte, gewann beide Wettfahrten, sodass neben Dunlop und Skipper Thomas Glen-Coats auch die übrigen Crewmitglieder John Aspin, John Buchanan, James Bunten, Arthur Downes, John Downes, John Mackenzie, Albert Martin und Gerald Tait die Goldmedaille erhielten.